# 福州街11號日式宿舍
25°01′46″N 121°31′09″E / 25.029389°N 121.519211°E
福州街11號日式宿舍，又名尾辻國吉宅、劉真故居，位於臺灣臺北市中正區古亭，有別於其他臺灣日治時期官方宿舍的設計，列市定古蹟。

## 建築
牯嶺街與福州街，在日治時期設置高等文官宿舍，提供當時政經文教高級主管居住之用。其中今在福州街11號的日式宿舍，是1920至1930年代由臺灣總督府技師尾辻國吉所設計的自家住宅。設計上考量台北氣候及基地條件所營，建築有別於當時一般制式的官方日式宿舍。為適應熱帶氣候，構造上窗戶多、庭廊大，並具多層屋頂的遮陽設計，讓房子通風涼爽。福州街上的日式宿舍屬於和洋折衷建築木造房舍，當時認為居住西式洋房是身分表徵，故房舍內部包括窗簾、沙發採用西洋風設計，但內部又兼具和式風格。此屋曾上過《臺灣建築會誌》介紹。
因曾為臺灣師範大學校長劉真所居，門口掛著「臺灣師範教育館」和「劉真故居」招牌。2010年初由資產所有者國家安全局申請文化資產價值鑑定後，次年11月台北市文化資產審議委員第卅六次委員會議以「福州街11號日式宿舍」之名列為市定古蹟。2014年時，曾作為咖啡廳。